# Sisavang Vong
Sisavang Vong, ou Sisavangvong (1885 - 1959) foi Rei de Luang Prabang entre 1904 e 1945. Posteriormente foi Rei do Laos, entre 1946 e sua morte, em 1959.

## Biografia
Nascido em Luang Prabang a 14 de julho de 1885, era filho do rei Sakarindra, e sua mãe a rainha Thongsy. Foi educado no Lycée Chasseloup-Laubat em Saigon, e depois na École Coloniale, em Paris. Era conhecido como um rei "playboy", que chegou a ter 15 esposas, sendo duas delas suas meio-irmãs e 50 filhos. Quatorze de seus filhos morreram em um acidente de barco no rio Mekong.
Ele sucedeu Sakarindra como rei de Luang Prabang com a morte deste, em 25 de março de 1904. Luang Prabang era, na época, um protetorado dentro da Indochina Francesa. Ele sempre apoiou o mandato francês na Indochina, e em 1945 recusou-se a cooperar com os nacionalistas, sendo deposto quando o país proclamou sua independência. Em abril de 1946 os franceses ocuparam novamente o país, e ele foi reconduzido ao trono.
Quando ficou doente, Sisavang Vong fez de seu filho, Savang Vatthana, regente. Savang Vatthana sucedeu-o no trono com sua morte, em 1959.